# Speak (film)
 For alternative betydninger, se Speak. (Se også artikler, som begynder med Speak)
Speak er en amerikansk film fra 2004 med Kristen Stewart i hovedrollen. Filmen er baseret på Laurie Halse Anderson prisvindende roman af samme navn. Filmen er instrueret af Jessica Sharzer. 

## Eksterne links
- Speak på Internet Movie Database (engelsk)
- Speak på AlloCiné (fransk)
- Speak på MovieMeter (nederlandsk)
- Speak på The Movie Database (engelsk)
- Speak på Rotten Tomatoes (engelsk)
- Speak på Netflix (engelsk)